# Lupe Sanchez
Lupe Sanchez (Tulare, California, 28 de octubre de 1961-28 de abril de 2025) fue un jugador estadounidense de fútbol americano que jugó tres temporadas en la NFL con los Pittsburgh Steelers en la posición de defensive back.

## Carrera
A nivel universitario jugó para los UCLA Bruins de 1979 a 1983, donde acumuló 13 intercepciones en su carrera universitaria, la cual es una de las cinco más altas en la historia de la universidad.
Fue seleccionado en el draft complementario de la NFL de 1984 en la segunda ronda por los Kansas City Chiefs pero nunca llegó a jugar con el equipo, sino que decidió jugar en la United States Football League con los Arizona Wranglers en 1984 y con los Orlando Renegades en 1985.
En 1986 firmó con los Pittsburgh Steelers donde también regresaba las patadas de despeje y las patadas de salida. Jugó 39 partidos con los Steelers en tres temporadas donde logró cuatro intercepciones y un regreso de patada para touchdown hasta que fue cortado por el equipo el 19 de abril de 1989.